# Pterygota amazonica
Pterygota amazonica là một loài thực vật có hoa trong họ Cẩm quỳ. Loài này được L.O. Williams ex Dorr miêu tả khoa học đầu tiên năm 1992.